# René Cortázar Sagarminaga
René Ángel Cortázar Sagarminaga (1917-2008) fue un agrónomo, profesor, académico e investigador chileno.
Estudió en la Universidad de Chile entre 1935 y 1939, titulándose como ingeniero agrónomo. Luego obtuvo su máster (1943) y un doctorado (1962) en la Universidad de Minnesota, en los Estados Unidos.
Fue profesor de la Facultad de Ciencias Agrarias y Forestales de la Universidad de Chile y también de la Pontificia Universidad Católica.
El 13 de septiembre de 1994 recibió el Premio Nacional de Ciencias Aplicadas y Tecnológicas por su trabajo de mejoramiento genético y la introducción de nuevas tecnologías en la productividad del trigo.
Diseñó un intenso programa de mejoramiento varietal basado en la incorporación, selección y cruzamiento de semillas de todo el mundo.
Era el padre del economista y político democratacristiano René Cortázar Sánz, nacido de su matrimonio con Carmen Sanz Briso-Montiano.
Falleció a los 91 años de un paro cardíaco en las afueras de su domicilio.